# Буазери
Буазери (фр. boiserie — «деревянная работа, обшивка») — деревянные декоративные панели, а также приём оформления деревянными панелями стен в архитектуре. Более известное классическое название: ламбри.

## История
Впервые украшать стены деревом стали в Древнем Египте. Архитекторы фараонов оформляли деревянные стены дворцов росписями и скульптурами. В захоронениях Первой династии фараонов (3100 — 2890 годы до н. э.) отделка декоративными деревянными панелями играла важную роль.
Деревянные обшивки стен появились в странах Западной Европы в средневековье, во Франции — в период правления королей Генриха II — Генриха IV. Такие панели часто оформляли резным орнаментом: «льняные складки». Буазери во Франции получили широкое распространение в XVIII веке, их окрашивали обычно в два цвета близких или контрастных оттенков. В залах Версаля сохранились многие прекрасные образцы, украшенные позолотой, относящиеся к правлению королей Людовика XIV и Людовика XVI. Панелями оформляли не только стены, но также двери, рамы, шкафы, обрамляли зеркала и камины. Пространство над дверным проёмом — десюдепорт — также часто выполняли в виде деревянной панели с росписью или лепным рельефом. В XVIII веке такие декоративные панели чаще обозначали другим французским термином — ламбри.

## Примеры

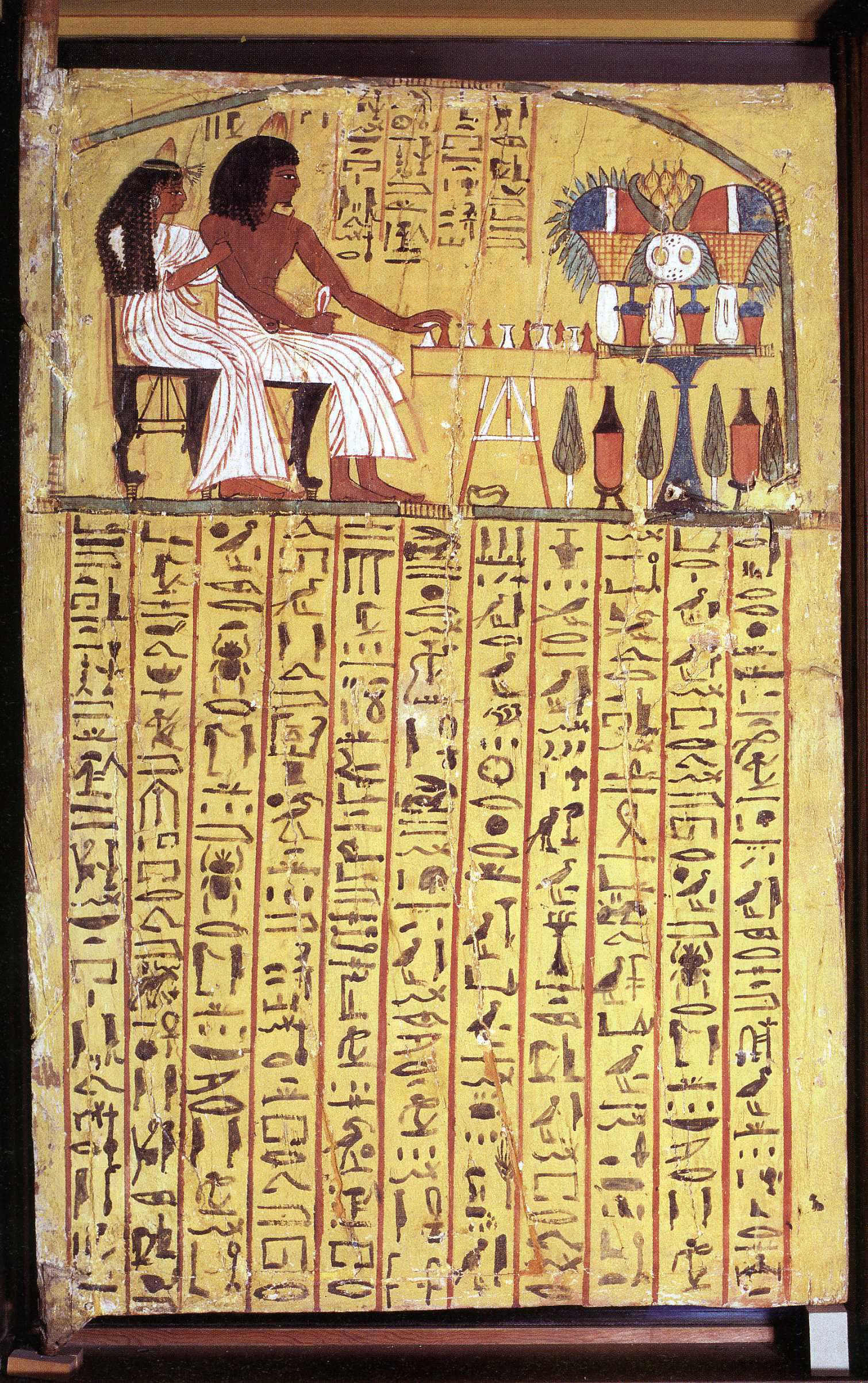
Деревянная панель с изображением фараона Сеннеджема с супругой Юнеферти, играющих в сенет
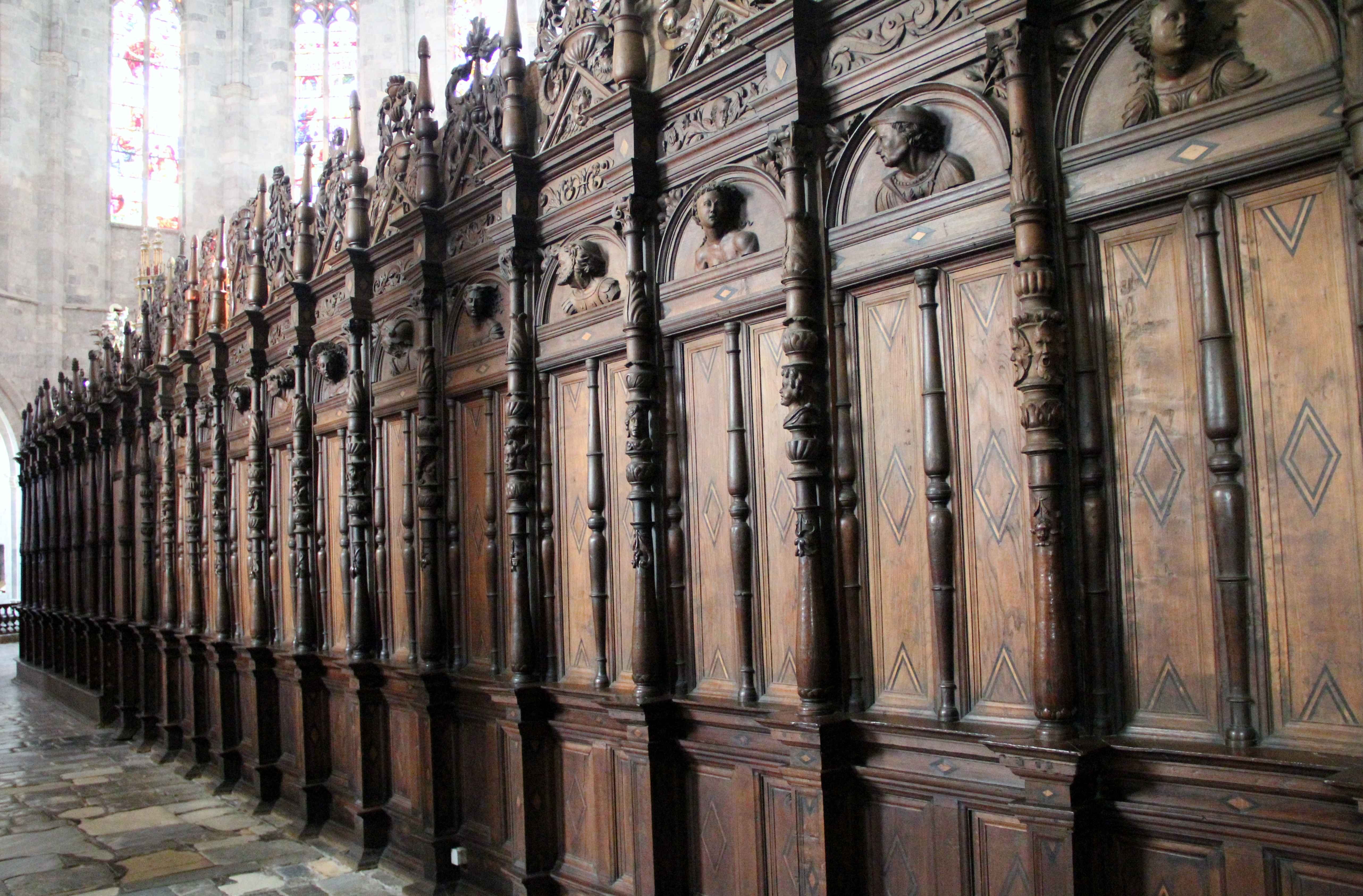
Деревянные панели хора. Собор Нотр-Дам де Сен-Бертран-де-Комменж, Франция
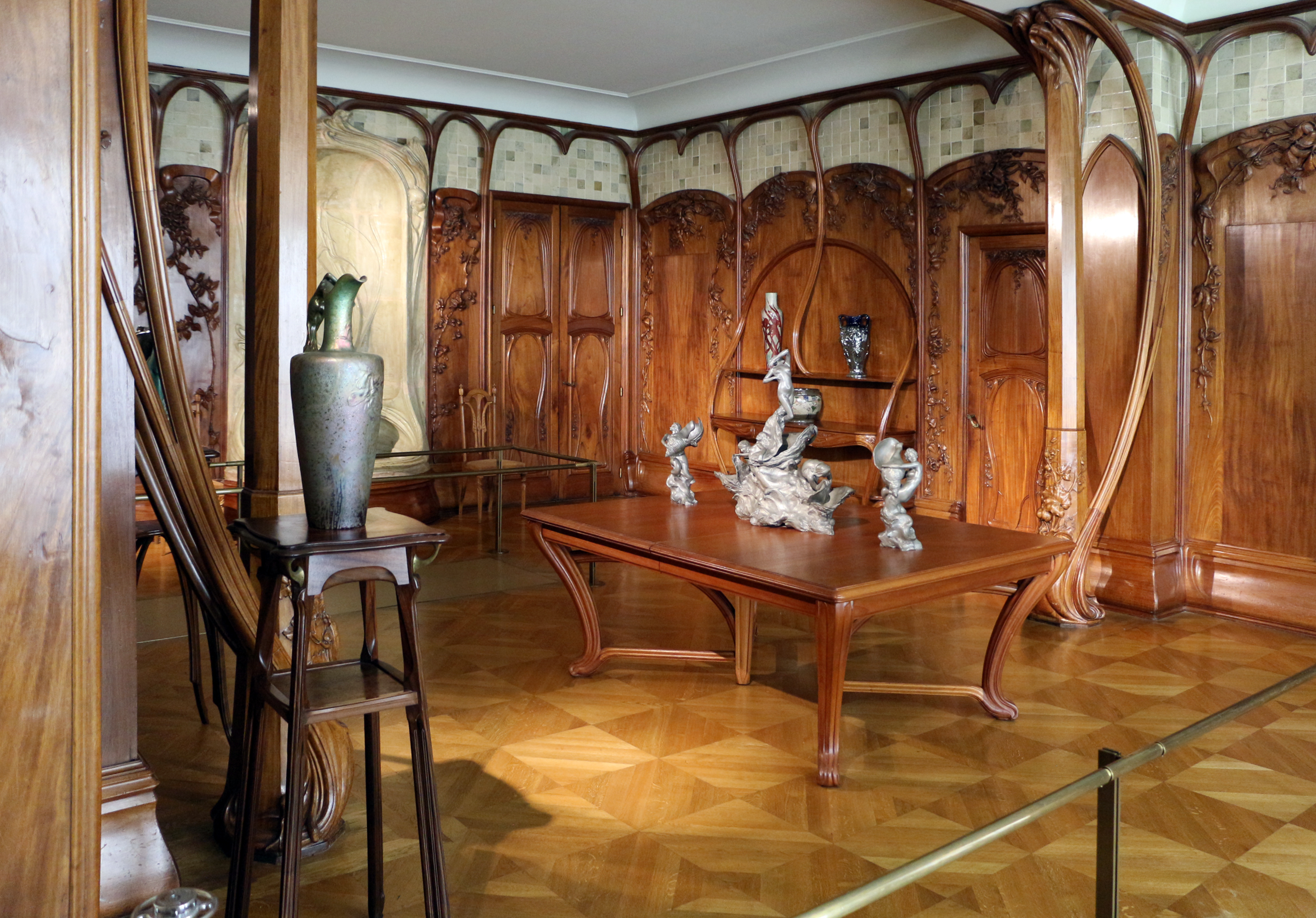
Обеденный зал в стиле модерн Александра Шарпентье, музей Орсе. 1900-1901
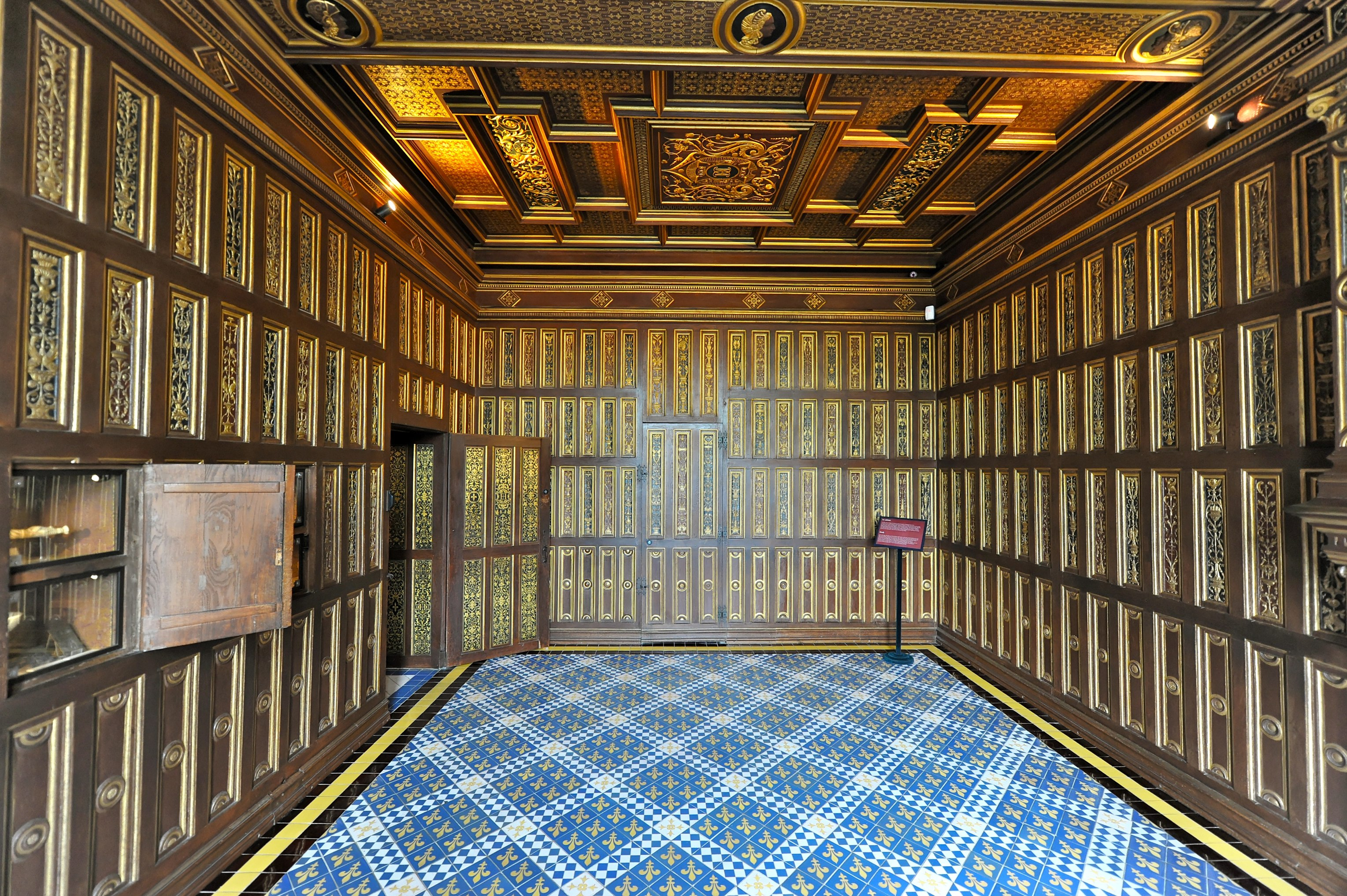
Студиоло в замке Блуа, Франция
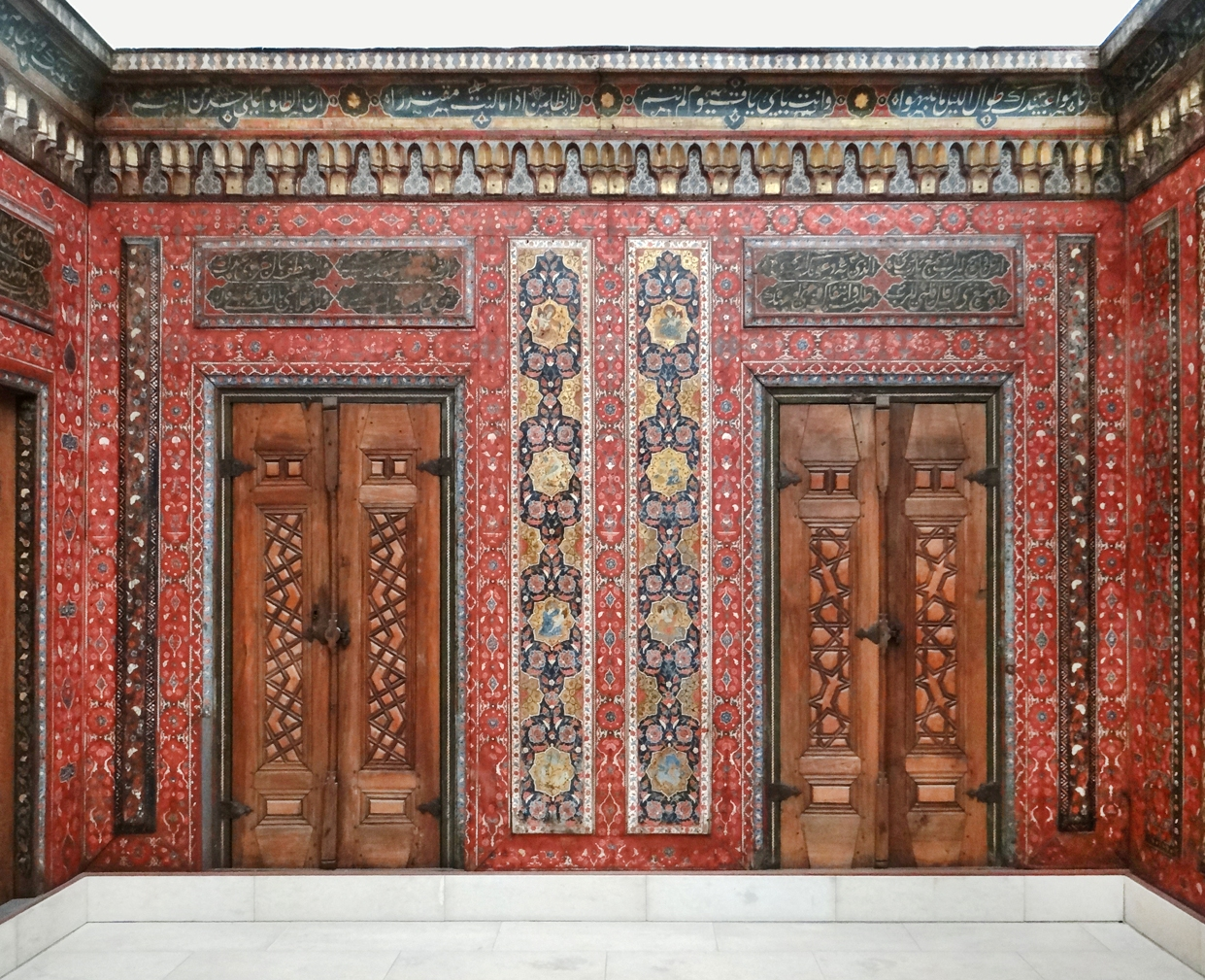
Алеппская комната. Пример деревянных панелей в восточном искусстве. Мастер Халаб-Хана ибн Иса. 1600-1601 годы, Сирия. Музей исламского искусства (Берлин)

## Известные мастера буазери
- Жакоб
- Шапюи, Жан Жозеф